# Nancy Drew (seriál, 2019)
Nancy Drew je americký dramatický televizní seriál, natočený na motivy románů o Nancy Drew. Autory seriálu jsou Noga Landau, Josh Schwartz a Stephanie Savage. Vysílán je od 9. října 2019 na stanici The CW.

## Příběh
Osmnáctiletá Nancy Drew, jejíž plán odjet po maturitě ze svého malého města na univerzitu se kvůli rodinné tragédii o rok posunul, se zaplete do vyšetřování záhadné vraždy a zjišťuje různá tajemství.

## Obsazení
- Kennedy McMann jako Nancy Drew
- Leah Lewis jako Georgia „George“ Fan
- Maddison Jaizani jako Bess Marvin
- Tunji Kasim jako Ned „Nick“ Nickerson
- Alex Saxon jako Ace
- Alvina August jako detektiv Karen Hart
- Riley Smith jako Ryan Hudson
- Scott Wolf jako Carson Drew

## Vysílání
| Řada | Díly          | Premiéra v USA | Premiéra v USA |
| Řada | Díly          | První díl      | Poslední díl   |
| ---- | ------------- | -------------- | -------------- |
| 1    | 18            | 9. října 2019  | 15. dubna 2020 |
| 2    | 18            | 20. ledna 2021 | 2. června 2021 |
| 3    | 13            | 8. října 2021  | 28. ledna 2022 |
| 4    | bude oznámeno | bude oznámeno  | bude oznámeno  |

Objednání seriálu Nancy Drew oznámila televize The CW 7. května 2019. Pilotní díl byl odvysílán 9. října 2019 a již na konci toho měsíce oznámila The CW, že seriálu objednává devět dalších dílů; první řada tedy měla být celosezónní s 22 epizodami. Dne 7. ledna 2020 televize The CW uvedla, že seriál získá druhou řadu. Kvůli pandemii covidu-19 byla první série zkrácena na 18 dílů. Druhá řada měla premiéru v lednu 2021 a v únoru 2021 došlo k oznámení třetí série. Její úvodní díl byl odvysílán v říjnu 2021. V březnu 2022 byla potvrzena čtvrtá řada.